# فارياب نو (دير)
فارياب نو (بالفارسية: فاریاب) هي مستوطنة تقع في قسم آبدان الريفي (مقاطعة دير) في إيران.